# Tuna de Ciências da Universidade do Minho
A Azeituna (anteriormente designada por Azeituna-Tuna de Ciências da Universidade do Minho) é uma Tuna da Universidade do Minho, em Braga, Portugal.
Estreou-se oficialmente em maio de 1992, nas monumentais festas do Enterro da Gata, evento de que participa até hoje. Integra alunos e ex-alunos da Universidade do Minho. Muitas das suas iniciativas foram apoiadas pela Fundação Calouste Gulbenkian.

## Actuações
Desde a sua fundação já atuou por diversas ocasiões nos principais palcos em Portugal, Coliseu do Porto, Coliseu dos Recreios, Casa da Música, Teatro Sá da Bandeira, Theatro Circo. Nas várias deslocações internacionais, apresentou espetáculos musicais em países da Europa, onde se incluem Espanha, França, Bélgica, Irlanda, Holanda, Suíça, Itália, Luxemburgo e Alemanha; na América do Norte, no Canadá e E.U.A. e na América do Sul, no Brasil.
A Azeituna esteve presente na Expo'92 em Sevilha, no Salão Europeu do Estudante, em Bruxelas, e na festa anual do Instituto das Universidades Europeias.
Da sua deslocação à Irlanda, no quadro de um intercâmbio cultural, resultou o aparecimento da primeira tuna das Ilhas Britânicas, a Preservatuna - Tuna Universitária de Cork.
A Azeituna mantém uma especial ligação à Tuna Académica da Universidade Lusíada do Porto de que resultou uma geminação, em Maio de 1994.
Em 2001, a Azeituna deslocou-se ao Brasil pela primeira vez, visitando quatro estados brasileiros: Rio de Janeiro, Minas Gerais, Pernambuco e Rio Grande do Norte. Nos anos seguintes voltou a este país, tendo passado, em 2002, por Maceió, Recife, Natal, João Pessoa e Campina Grande e, em 2003, pelo estado da Bahia, onde se apresentou em cidades como, Feira de Santana, Porto Seguro, Belmonte, Itabuna e Salvador.[carece de fontes?]
Em 2005, a Azeituna deslocou-se à Croácia, Eslovénia, Hungria e República Checa.
Em Dezembro de 2015 alterou a designação oficial de "Azeituna – Tuna de Ciências da Universidade do Minho" para "Azeituna – Universidade do Minho".

## Certames

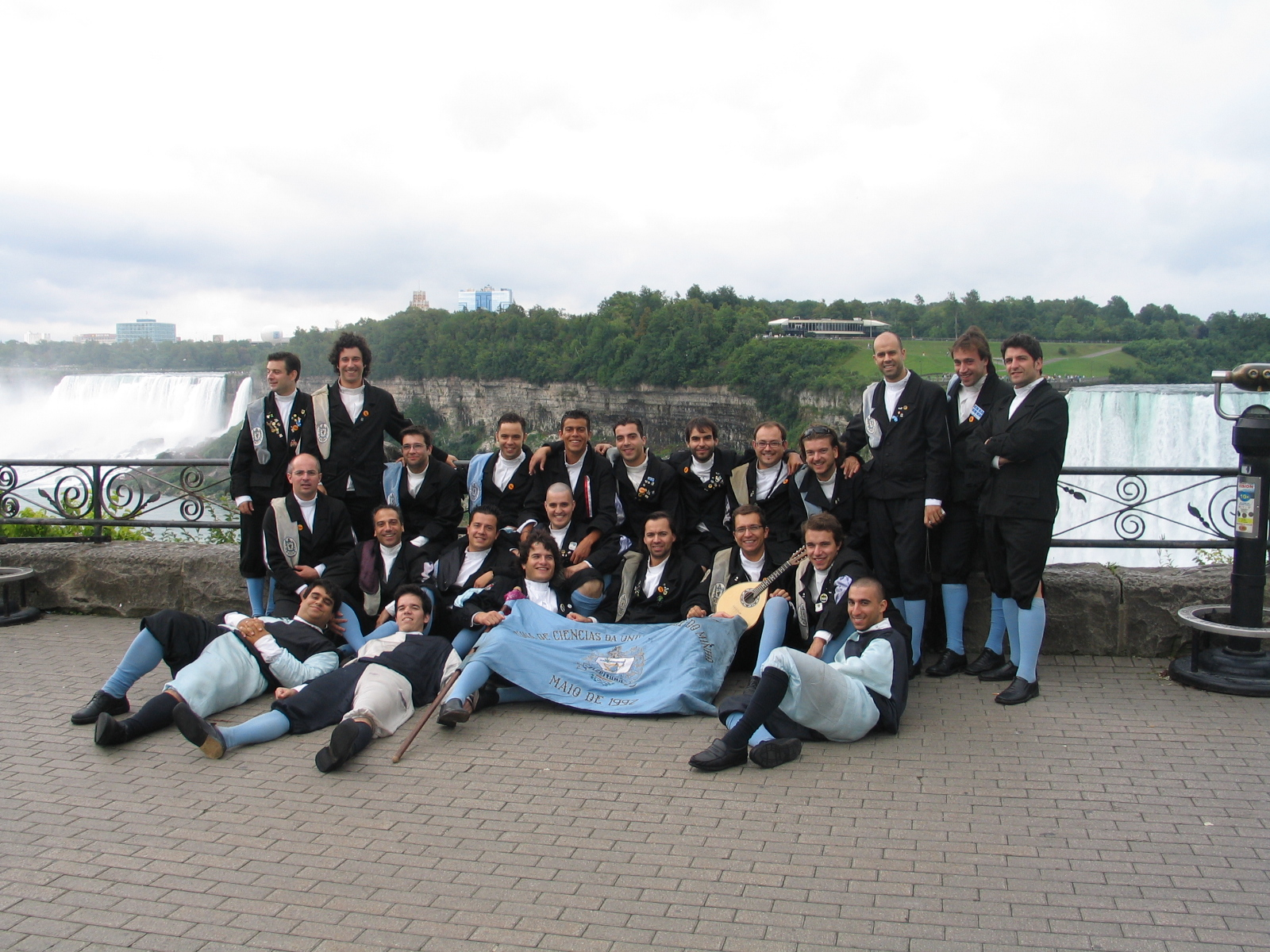
Azeituna em Niagara Falls, 2006.

A Azeituna organiza, todos os anos, desde Dezembro de 1993, o CELTA – Certame Lusitano de Tunas Académicas que decorre sempre em Dezembro. São convidadas diversas tunas que representam várias academias nacionais. A partir da 13ª edição do CELTA foi introduzido na dinâmica do evento o ingrediente "tema" que contribuiu significativamente para o crescimento e maturidade do festival no panorama nacional académico e de espetáculos musicais. O tema acabou por  merecer especial atenção e interesse pelas tunas participantes e pelo público visitante. Já foram promovidos temas como o, "Far West", "O Circo", "O Cabaret", "O Cinema", "O Brasil", "O Rock", "Azeiteiro", "África" e na 22ª edição em 2015 os "Anos 80". Estes temas culminaram ainda com a participação de artistas profissionais como Júlio Pereira e Fernando Pereira.

## Obras Gravadas
- Palpitações, 1994
- II CELTA, 1995
- Se as capas falassem..., 2002
- Coro sobre Azul, 2003 (com o Coro Académico da Universidade do Minho)
- CELTA: Os melhores momentos, 2006
- DVD XV CELTA, 2009
- Percursos, 2009